# Gavarilla
Gavarilla is een geslacht van spinnen uit de familie springspinnen (Salticidae).

## Soorten
De volgende soorten zijn bij het geslacht ingedeeld:
- Gavarilla arretada Ruiz & Brescovit, 2006
- Gavarilla ianuzziae Ruiz & Brescovit, 2006